# Carlo Andrea Pozzo di Borgo
Carlo Andrea Pozzo di Borgo, gróf (Alata, Korzika, 1764. március 8. – Párizs, 1842. február 15.) korzikai nemes, később orosz diplomata.

## Életpályája
Korzikai nemesi családból származott. Ügyvéd lett és 1791-ben beválasztották a francia törvényhozó nemzetgyűlésbe, ahol a girondistákhoz csatlakozott. Személyes biztonsága érdekében elhagyta Franciaországot és Pascal Paolit támogatta. Korzikában az angol fennhatóság alatt az államtanács elnöke lett, de az angolokkal ő is kivonult a szigetről. Bonaparte Napóleon elleni gyűlölete a francia forradalom ellenségei közé sodorta. 1798-ban Bécsben a koalíció érdekében működött, majd az orosz udvar szolgálatában küzdött a napóleoni politika ellen. 1806-ban porosz szolgálatba lépett. Ezután is folyton Napóleon ellen dolgozott. 1812-ben létrehozta a svéd szövetséget, ösztönözte I. Sándor orosz cárt a háború folytatására, majd a svéd táborba ment mint orosz katonai biztos, 1814-ben pedig Angliát buzdította határozott fellépésre. A bécsi kongresszuson viszont már az ideiglenes francia kormány megbízottjaként vett részt. Jutalmul az orosz cár kinevezte párizsi nagykövetévé. Amikor Napóleon visszatért Elba szigetéről, Pozzo di Borgo Gentbe sietett XVIII. Lajoshoz, majd Wellington főhadiszállásához csatlakozott. A waterlooi csatában könnyű sebesülést kapott. Az 1830. évi júliusi forradalom kitörésekor helyzete igen megnehezült. Párizsban a lengyelellenes orosz politika képviselőjét látták benne, és a Varsó eleste után kitört tüntetések miatt 1832 tavaszán Pozzo di Borgót visszahívták Párizsból, de már néhány hónap múlva ismét párizsi orosz nagykövet lett. E pozícióját 1834-ben a londoni nagyköveti megbízás váltotta fel, amelyet Pozzo di Borgo 1839-ig töltött be. Ekkor visszavonult, Párizsban telepedett le és ott is halt meg.